# Hybocamenta nigrita
Hybocamenta nigrita är en skalbaggsart som beskrevs av Blanchard 1850. Hybocamenta nigrita ingår i släktet Hybocamenta och familjen Melolonthidae. Inga underarter finns listade i Catalogue of Life.